# Quanta Plus

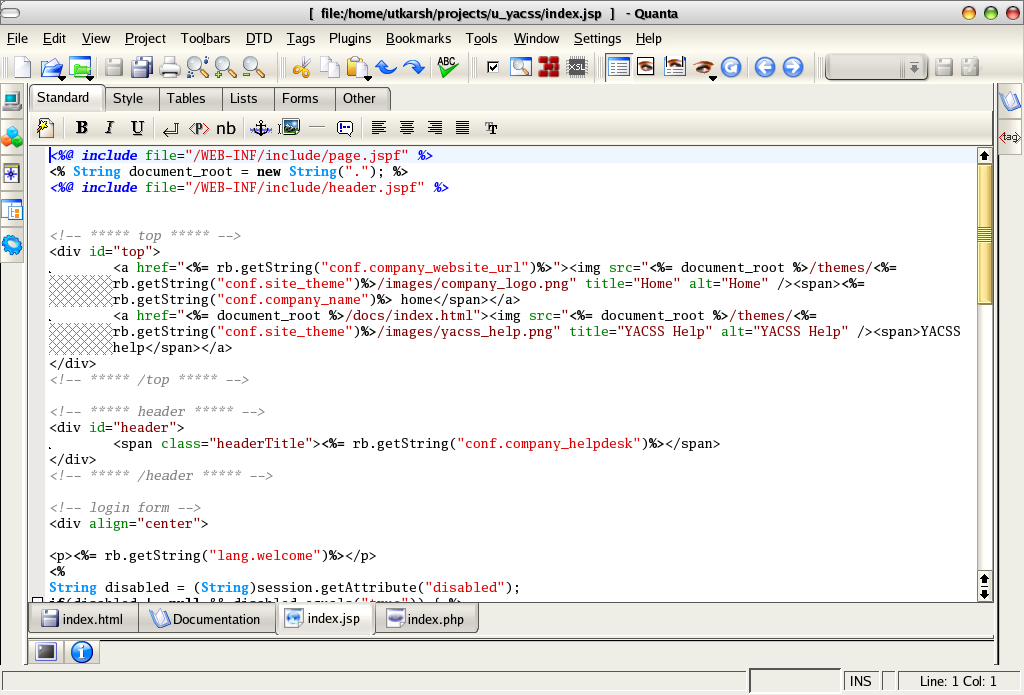
Screenshot Quanta Plus

Quanta Plus ([ˈkwɒntə plʌs, Amer ˈkwɑːntə]; též Quanta+; původně Quanta z lat. pl. od quantum ve významu kvanta, velká množství), je webové vývojové prostředí, určené pro vývoj v HTML, XHTML, CSS, XML, PHP a další jazycích, skriptovacích nebo odvozených od XML.
Umožňuje WYSIWYG editaci, jakož i přímý zápis zdrojového kódu, dále správu projektů i živý náhled; zahrnuje PHP debugger, podporu CVS i Apache Subversion (via plugin). Před vydáním finální verze 2.0 kryta licencí GPL, v současnosti již není vyvíjená; mnohé z ní převzal sesterský projekt KDevelop.

## Související článek
- HTML editor